# Backtjärnen (Gillberga socken, Värmland)
Backtjärnen är en sjö i Säffle kommun i Värmland och ingår i Göta älvs huvudavrinningsområde.